# Oedelem
Oedelem är en ort i Belgien.   Den ligger i provinsen Västflandern och regionen Flandern, i den nordvästra delen av landet, 80 km nordväst om huvudstaden Bryssel. Oedelem ligger 17 meter över havet och antalet invånare är 5 798.
Terrängen runt Oedelem är mycket platt. Runt Oedelem är det ganska tätbefolkat, med 199 invånare per kvadratkilometer.. Närmaste större samhälle är Brygge, 9,0 km nordväst om Oedelem. 
Trakten runt Oedelem består till största delen av jordbruksmark.